# Ropica nodieri
Ropica nodieri là một loài bọ cánh cứng trong họ Cerambycidae.